# Pompei (romanzo)
Pompei è un romanzo di Robert Harris, pubblicato nel 2003. È un romanzo storico ambientato nei giorni prima dell'eruzione del Vesuvio del 23 agosto 79 d.C., che colpì le città campane di Pompei, Ercolano e Stabia.
Nel romanzo è presente anche un personaggio realmente esistito: Plinio il Vecchio, che fu presente durante l'eruzione. L'autore fa inoltre riferimento a vari aspetti della vulcanologia, e utilizza il calendario romano per datare gli avvenimenti.

## Trama
Nell'agosto del 79 d.C., a Pompei scompare misteriosamente Esomnio, il sovrintendente dell'acquedotto Aqua Augusta: il periodo di siccità spinge i funzionari romani a nominare un sostituto. Così il 22 agosto, due giorni prima dell'eruzione del Vesuvio, il giovane ingegnere idraulico Marco Attilio Primo viene inviato da Roma per assumere il ruolo di aquarius, ossia di sovrintendente all'acquedotto.
A villa Ortensia, dove vive Numerio Popidio Ampliato, ricchissimo liberto, improvvisamente muoiono le triglie, che, secondo un uso corrente nelle case dei ricchi, venivano allevate in vasche annesse alla villa: lo schiavo Ipponace, accusato di averle avvelenate, viene condannato dal padrone a morire in pasto alle murene. Lo schiavo, mentre viene portato alla vasca delle murene, per essere scagionato, chiede d'essere interpellato dall'aquarius, così sua madre e la figlia di Ampliato, Corelia, si recano da Marco Attilio Primo per chiedergli di verificare lo stato dell'acqua nella villa. Quando tornano con Attilio, tuttavia, per lo schiavo è ormai troppo tardi.
Nel frattempo però appare sempre più evidente che qualcosa di strano sta accadendo all'acquedotto: un forte odore di zolfo è percepibile sia alla villa che nelle condutture principali, senza cause evidenti, e poco dopo giungono messaggeri da Nola e Napoli per avvisare che non arriva acqua nelle loro città. Saputo che a Pompei, invece, la fornitura d'acqua è regolare, Attilio chiude la Piscina mirabilis, il bacino di riserva che si trova vicino al porto di Miseno, e chiede all'ammiraglio Plinio una nave per andare il giorno dopo a Pompei.
La sera prima della partenza Attilio esamina gli effetti del suo predecessore e scopre un vaso d'oro con le iniziali di Ampliato: incomincia, così, a sospettare che attorno all'acquedotto ci siano traffici poco puliti. Alcuni riferiscono che Ampliato si è arricchito in maniera losca, speculando sugli immobili distrutti dal terremoto di 17 anni prima.
Il 23 agosto, dopo essere partito di primo mattino, Attilio raggiunge Pompei per verificare la causa dell'interruzione della fornitura, ma per esaminare le tubature ha bisogno di fermare l'acqua ancora più a monte: manda, quindi, due dei suoi aiutanti ad Avellino a far chiudere le paratie, mentre lui stesso tenterà di ottenere dai notabili della città permessi, uomini e materiali per le riparazioni. In primo luogo esamina il Castellum Aquae, la cisterna pompeiana, sorvegliata da un custode cieco di nome Tirone. Incontra poi vari notabili, fra cui il capo edile Popidio, ex-padrone di Ampliato. Ben presto si rende conto che costoro sono in combutta col ricco liberto, che, fra l'altro, intende far sposare a Popidio sua figlia. È proprio Ampliato a concedere ad Attilio uomini e materiali. 
Nell'attesa che vengano radunati, l'aquarius compie ulteriori indagini sui traffici del suo predecessore a Pompei, visitando la camera dove dormiva, che è stata messa a soqquadro da ignoti. Parlando con una prostituta che ne era l'amante, scopre che Esomnio aveva una grossa fortuna nascosta. Nel frattempo a casa di Ampliato si svolge un banchetto, durante il quale un servo porta ad Ampliato una cassetta di misteriosi documenti contabili. Il padrone si apparta con lui in giardino per parlargli ma non si rende conto che la figlia Corelia, mentre accudisce le gabbie dei suoi cardellini, li sente parlare di Marco Attilio, ritenuto un problema.
Quando tutti escono di casa per la festività in onore del Dio Vesuvio, la ragazza, preoccupata per l'acquarius, si finge malata per rimanere sola, trafugare i documenti consegnati al padre dal servo e portarli ad Attilio. Frattanto, Attilio ha noleggiato dei cavalli ed è uscito dalla città per seguire il tracciato dell'acquedotto con 12 schiavi mandati da Ampliato, guidati dall'ex gladiatore Brebice. Il gruppetto arriva alle pendici del Vesuvio quando oramai è buio: lì trovano un lago artificiale che si è formato con acqua fuoriuscita dall'acquedotto, e qui li raggiunge anche Musa, l'aiutante inviato a chiudere l'acqua ad Avellino.
Ora l'acqua non scorre più e Attilio può calarsi nella galleria sotterranea dell'acquedotto con una fune: qui scopre che la base del condotto si è sollevata, provocando una crepa nella parete della galleria da cui era uscita l'acqua e un forte odore di zolfo. Tutti si mettono al lavoro per riparare la misteriosa rottura. Attilio si lega una fune alla vita, vista la possibilità di incappare nell'acqua rimasta intrappolata nella tubatura rotta, e raccomanda a Berbice di tenerla salda, ma viene travolto e si salva per miracolo. Mentre esce dall'acquedotto, arriva Corelia che gli mostra i papiri: il più vecchio dei quali contiene la mappa dell'acquedotto e altre ricevute contabili, trovando le prove che Esomnio era corrotto.
Altri papiri, scritti in greco e in latino, analizzano le analogie tra Vesuvio ed Etna (tra cui la fertilità delle zone circostanti). All'alba, Attilio fa riaccompagnare Corelia a casa e torna a Miseno dall'ammiraglio per comunicare la riparazione del guasto.
Il giorno precedente, Plinio aveva seguito le vibrazioni del Vesuvio: faceva appuntare tutte le scosse al suo segretario Alessio che teneva il bicchiere del vino in una mano e l'orologio idraulico nell'altra. La mattina seguente nella piscina mirabilis, ormai completamente prosciugata, viene rinvenuta un'anfora; Plinio si reca sul posto con suo nipote e il segretario e scopre che dentro era piena di monete d'argento, dall'assenza di incrostazioni intuisce che l'anfora era stata messa lì un mese prima da Esomnio, che pensava di riprenderla quando la cisterna fosse stata prosciugata. Ampliato, intanto, si accorge che qualcuno ha rubato i papiri.
Attilio osserva il Vesuvio, notando che sulle pendici c'è una cenere bianca: decide di salire lungo le pendici del vulcano per vederne la vetta: lungo la salita sente nuovamente la puzza di zolfo, che da due giorni infestava la valle. Arrivato al cratere trova il cadavere di Esomnio, morto probabilmente per i gas tossici esalati dal vulcano. Viene poi raggiunto dal caposquadra Corace che, con un pugnale, tenta di ucciderlo; tuttavia Corace rimane vittima delle esalazioni e muore, mentre Attilio riesce a darsi alla fuga.
Ampliato, intanto, si trova nella villa con quattro nobili: Popidio, Olconio, Brizio e Cuspio. Corelia, di ritorno dall'acquedotto, lo accusa di essere un truffatore e mostra a tutti i papiri. Profondamente adirato, prende la figlia e la chiude in camera. I nobili indignati danno vita a un'accesissima discussione: Ampliato si giustifica affermando che Corace abbia rubato i papiri a Esomnio, accusando quest'ultimo di essere un corrotto. Loro stessi hanno beneficiato di quei soldi, impiegandoli nella campagna elettorale che li ha portati al potere.
Nel frattempo, una forte scossa di terremoto annuncia l'eruzione imminente. Subito dopo iniziano a piovere lapilli e tutti si danno alla fuga. Attilio, che era ripartito per Miseno, si ferma a Ercolano alla villa Calpurnia dove la moglie di Pedio Casco, nobile che aveva conosciuto a casa dell'ammiraglio Plinio, gli dà un cavallo e una lettera da portare a Plinio per chiedere aiuto: infatti, lei teme per i preziosi manoscritti della sua casa. Arrivato appena in tempo a Miseno, consegna la lettera dell'amica Rectina all'ammiraglio e si imbarcano per prestare soccorso ai cittadini alle pendici del vulcano.
Il grosso Tarquato, timoniere della Minerva, esprime le sue perplessità sull'andare al largo, vista l'intensa pioggia di pomice, ma l'ammiraglio desidera raggiungere l'amica per osservare quella strana tempesta più da vicino. La nave viene colpita e si arena a Stabia, a circa 5 chilometri da Pompei. Si recano subito nella villa di Pomponiano, vecchio amico dell'ammiraglio, che dopo poco inizia a crollare, e si uniscono alla folla in fuga: nella folla, Attilio vede Popidio che gli dice che Corelia era stata chiusa in camera dal padre.
Attilio si dirige precipitosamente a Pompei e trova Corelia col padre, la madre e il fratello. Ampliato vedendolo cerca il suo aiuto, proponendogli in cambio ricchezza e gloria futura. Dopo lo sdegnoso rifiuto del ragazzo, Ampliato ordina a un suo schiavo di ucciderlo, ma fortunatamente Corelia con una torcia riesce a difenderlo. I due fuggono verso il Vesuvio rifugiandosi nelle gallerie dell'acquedotto.
L'Aqua Augusta, riparata da Attilio, continuerà a funzionare per secoli.

## Adattamenti

### "Pompei, ieri, oggi, domani"
Nel 2007 fu annunciata la pianificazione di un film per il grande schermo basato sul romanzo, con Roman Polański alla regia. La sceneggiatura fu scritta da Polanski con la collaborazione di Harris stesso. Per il cast artistico si fecero i nomi di Orlando Bloom per la parte di Marco Attilio e Scarlett Johansson come controparte femminile.
Con l'avvento dello sciopero degli sceneggiatori (2007-2008), la produzione fu sospesa e, in seguito, a causa del bilancio in continuo aumento, annullata definitivamente. Polanski, si dedicò quindi alla trasposizione di un'altra opera di Harris: L'uomo nell'ombra.

### Miniserie
Ad alcuni anni di distanza dalla cancellazione, nell'aprile 2010, fu annunciato che Sony Pictures Entertainment, Tandem Communications e Peace Out Productions avrebbero realizzato una miniserie per la televisione della durata di 4 ore, con: Ridley Scott, Judith Verno ed Helen Verno (caposezione "film e miniserie" presso la Sony Pictures) produttori insieme allo studio dei fratelli Scott, lo Scott Free Television in veste di produttore esecutivo, e, a cui Polanski non avrebbe preso parte. Riprendendo parte del precedente materiale sviluppato per il film come base per il nuovo progetto, fu comunicato che: «Pompei funzionerà come love story ed anche come thriller, sarà una miniserie eccitante in cui seguiremo la distruzione apocalittica della città e alcuni personaggi che coinvolgeranno sicuramente l'audience contemporanea».
Ridley Scott, parlando del progetto commentò: «La creazione di mondi, specie di quei mondi del passato che continuano a catturare l'immaginazione del pubblico, è quello che amiamo fare e che sappiamo fare al meglio. Pompei è un dramma avvincente con un protagonista accattivante, il tutto contornato dalla sfondo di una civiltà fiorente ma avviata alla distruzione, esattamente il tipo di storia che rende un evento televisivo memorabile».
La miniserie è stata presentata al MIPTV all'interno del Festival di Cannes del 2010.

## Edizioni
- Robert Harris, Pompei, traduzione di Renato Pera, Omnibus, Mondadori, 2003,  p. 296, ISBN 9788804496502.
- Robert Harris, Pompei, collana Oscar bestsellers, traduzione di Renato Pera, Mondadori, 19 aprile 2018,  p. 294, ISBN 978-88-04-68983-6.